# Dmitrij Milutin
Dymitr Aleksiejewicz Milutin, ros. Дмитрий Алексеевич Милютин (ur. 29 maja?/10 czerwca 1816 w Moskwie, zm. 25 stycznia?/7 lutego 1912 w Simejizie koło Jałty) – rosyjski marszałek polny, minister wojny, reformator wojskowy.

## Życiorys

### Życie rodzinne
Urodził się w niezamożnej rodzinie szlacheckiej, był starszym bratem Nikołaja Milutina. Po ukończeniu Szlacheckiej Pensji przy Uniwersytecie Moskiewskim w 1833 wstąpił do wojska. Od 1878 hrabia.

### Służba wojskowa
W 1836 ukończył Imperatorską Akademię Wojskową. Rozpoczął służbę w Sztabie Generalnym, później w Kaukaskim Okręgu Wojskowym. W 1843 starszy kwatermistrz. Po służbie na Kaukazie w latach 1845-1856 został profesorem na katedrze geografii wojennej, później katedrze statystyki Akademii Wojskowej. W 1856 został członkiem komisji reformującej służbę w jednostkach wojskowych. w ramach prac Komisji pozostawił memorandum o programie zmian organizacyjnych w armii carskiej. W latach 1856 – 1859 był szefem sztabu Armii Kaukaskiej, od 1860 – zastępcą, a od 1861 – ministrem wojny. Przygotował i opracował reformę wojsk rosyjskich na l. 1860–1870, zwłaszcza pod kątem skrócenia okresu służby wojskowej i przebudowy armii na współczesną tym czasom armię masową. Do czasów reformy wojskowej Dymitra Milutina w 1874 wojsko rosyjskie nie znało koszar. Niemal półtoramilionowa armia rozlokowana była w prymitywnych ziemiankach i lepiankach lub po kwaterach prywatnych. Brał udział w l. 1877–1878 wojnie rosyjsko-tureckiej, w tym w bitwie pod Plewną, gdzie po trzecim szturmie Plewny ostro wystąpił przeciwko odejściu wojsk rosyjskich spod twierdzy. Po jego wystąpieniu wojska nie odstąpiły od Plewny i oblężenie kontynuowano.

### Działalność polityczna
Gazetę wojskową Rosyjski Inwalida przekształcił w gazetę o charakterze liberalno-politycznym. Był zwolennikiem reform gospodarczych i popierał uwłaszczenie chłopów w Rosji i Królestwie Polskim przeprowadzone według projektu jego brata Nikołaja Milutina.
Po kongresie berlińskim 1878 kierował praktycznie polityką zagraniczną Rosji awansując na stopień marszałka polnego wojsk rosyjskich.
Po wstąpieniu na tron Aleksandra III Romanowa został odsunięty od wszelkich godności wojskowych i zdymisjonowany. Od 1881 w stanie spoczynku. Osiadł w Simeizie koło Jałty, gdzie zmarł. Był członkiem Rady Państwa, honorowym członkiem Petersburskiej Akademii Nauk i profesorem honorowym wielu akademii wojskowych. Pozostawił duże archiwum, które po śmierci zostało zdeponowane w Moskwie, w bibliotece im. Włodzimierza Lenina.

### Nagrody i odznaczenia
Był odznaczony Orderem Świętego Andrzeja (1874), Orderem Świętego Aleksandra Newskiego (1862), Orderem Orła Białego (1860), Orderem Świętego Jerzego II klasy, Orderem Świętego Włodzimierza I, II, III i IV klasy, Orderem Świętej Anny I i II klasy, Orderem Świętego Stanisława I i III klasy, francuskim Krzyżem Wielkim Legii Honorowej (1876), duńskim Orderem Słonia (1876), austriackim Orderem Żelaznej Korony II klasy (1853), Orderem Świętego Stefana (1874), rumuńskim Orderem Virtutea Militară (1881), Orderem Gwiazdy Rumunii (1877), pruskim Orderem Orła Czerwonego I, II i III klasy, Pour le Mérite (1878), perskim Orderem Lwa i Słońca I klasy (1857), szwedzkim Krzyżem Wielkim Królewskiego Orderu Serafinów (1875).